# 249
Cette page concerne l'année 249  du calendrier julien. Pour l'année 249 av. J.-C., voir 249 av. J.-C. Pour le nombre 249, voir 249 (nombre).
L'année 249 est une année commune qui commence un lundi.

## Événements
- Avant le 6 juillet : Dèce, ou Décius, est élu empereur romain par l’armée de Mésie[1].

- Avant le 11 septembre[1] : Dèce vainc et tue Philippe l'Arabe à Vérone. Il règne jusqu'en 251[2].
- Décembre : édit prescrivant aux habitants de l'empire romain de participer à un sacrifice pour le salut de l'empire. Il entraîne la persécution générale des chrétiens qui refusent d'y participer. À Alexandrie, le peuple pille les maisons des chrétiens en fuite[3].

- En Chine, coup d'État du général Sima Yi, qui prend le contrôle du royaume de Wei. Son rival Cao Shuang est exécuté avec tous ses partisans[4]. La dynastie Wei n'a plus qu'un pouvoir nominatif, jusqu'à l’avènement de la dynastie Jin en 265.
- Cyprien est élu évêque de Carthage[5].

## Décès en 249
- 9 février : Apolline d'Alexandrie, martyre chrétienne.

- Avant le 11 septembre : Philippe l'Arabe, empereur romain de la province romaine d'Arabie (né vers 204, 45 ans).
- Wang Pi, philosophe chinois (né en 226, 27 ans).